# Thaas

Thaas este o comună în departamentul Marne, Franța. În 2009 avea o populație de 106 de locuitori.